# 코세스
코세스(Koses Co. Ltd.)는 대한민국의 반도체 후공정 기업이다. 본사는 경기도 부천시 오정구 산업로 62에 위치해 있으며 대표이사는 박명순이다.

 고려반도체시스템에서 현재의 사명으로 변경하였다. 
삼성전자와 SK하이닉스에 레이저커팅 기술을 활용한 장비를 공급하고 있다 앰코 테크놀로지 코리아에 반도체 제조용 레이저 장비 공급한다.

## 상장
2006년 11월 8일에 공모가 5,500원에 코스닥 시장에 상장하였다.

## 참고문헌
1. ↑  코세스, 온디바이스 AI 시장 수혜 전망 속 연일 上, 전국매일일보, 2024.01.25
2. ↑  전용완 고려반도체시스템 대표, ET뉴스, 2016-02-18
3. ↑  디스플레이 장비로 재도약 노리는 고려반도체, ET뉴스, 2016-01-25
4. ↑  코세스, 연속 상한가 행진···제주반도체 ‘텐베거’ 재현?, 시사저널, 2024.01.27
5. ↑  코세스, 앰코 테크놀로지 코리아 85억원 규모 계약, 데일리그리드, 2019.05.02